# Slap Shot

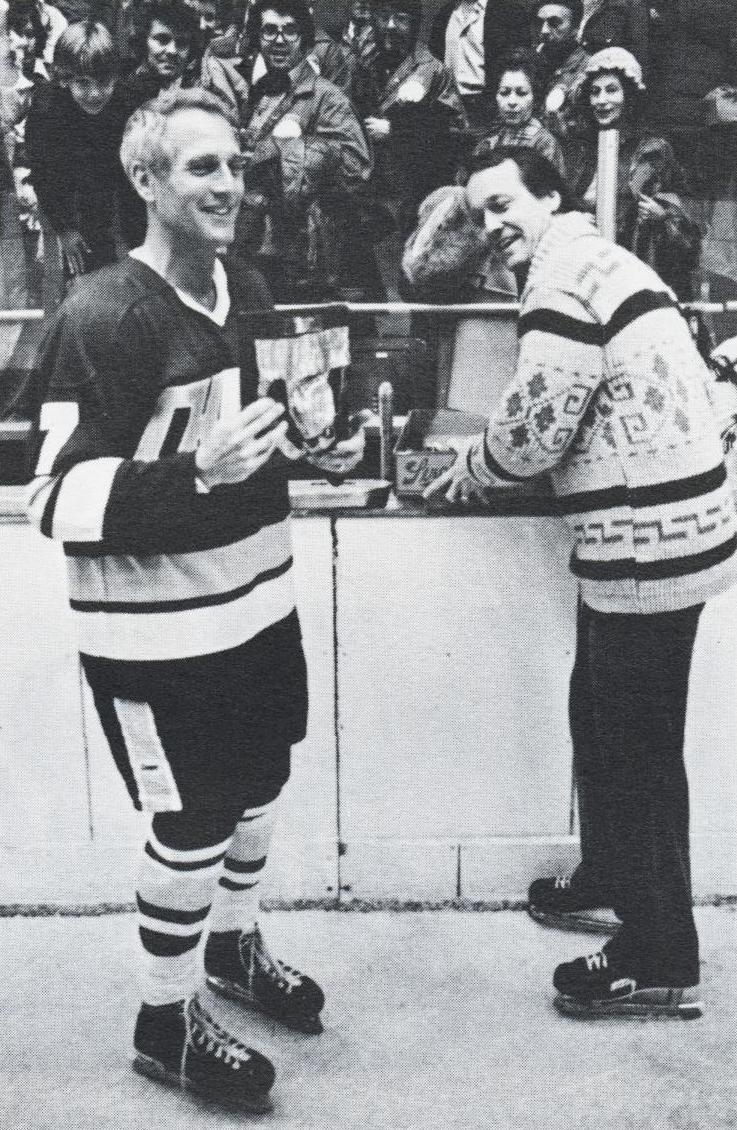
Paul Newman (protagonista del filme) junto con Roy Hill (director).

Slap Shot (conocida en España como El castañazo y en Hispanoamérica como Todo vale) es una película estadounidense dirigida por George Roy Hill y estrenada en 1977.
Se han rodado dos secuelas: Slap Shot 2: Breaking The Ice en 2002 y Slap Shot 3: The Junior League en 2008, ambas estrenadas directamente en vídeo.

## Sinopsis
La película cuenta los desengaños de un mediocre equipo de hockey de las ligas menores, los Chiefs de Charlestown, y de su envejecido jugador entrenador, Reggie Dunlop (Paul Newman).
Siendo el hazmerreír del público, los Chiefs son un equipo de tercer orden que se arrastra por la zona baja de la clasificación de la Liga federal de hockey, liga ficticia inspirada en la North American Hockey League. Paralelamente, la principal fábrica de Charlestown cerrará pronto, llevándose con ella el club. Dunlop, jugándoselo el todo por el todo, hace primeramente creer en el traslado del equipo a Florida con el fin de estimular a sus jugadores. A pesar del desastre económico que representa esta clausura, los obreros aseguran un débil apoyo financiero y los dirigentes del equipo contratan tres nuevos jugadores, los hermanos Hanson, que son auténticas bestias. Su llegada incita Reggie a predicar un estilo de juego violento y agresivo, a gusto de los espectadores.
Después de haberse opuesto a Ned Braden, uno de los pocos jugadores profesionales del equipo, con respecto a este estilo de juego brutal, Reggie cambia de parecer en el campeonato. Este último partido se lo llevará el equipo, y Reggie será nombrado entrenador de un equipo de primera división.

## Reparto
- Paul Newman: Reggie Dunlop
- Strother Martin: Joe McGrath
- Michael Ontkean: Ned Braden
- Jennifer Warren: Francine Dunlop
- Lindsay Crouse: Lily Braden
- Jerry Houser: Dave «Killer» Carlson
- Andrew Duncan: Jim Carr
- Jeff Carlson: Jeff Hanson
- Steve Carlson: Steve Hanson
- David Hanson: Jack Hanson
- Allan F. Nicholls: Johnny Upton
- Brad Sullivan: Morris Wanchuk
- Matthew Cowles: Charlie
- Kathryn Walker: Anita McCambridge
- Melinda Dillon: Suzanne Hanrahan
- M. Emmet Walsh: Dickie Dunn
- Swoosie Kurtz: Shirley Upton
- Paul De Amato: Tim McCracken
- Guido Tenesi: Billy Charlebois
- John Gorfton: Nick Brophy
- Yvon Barette: Denis Lemieux
- Yvan Ponton: Jean-Guy Drouin
- Stephen Mendillo: Jim Ahern
- Christopher Murney: Hanrahan
- Blake Ball: Gilmore Tuttle
- Ned Dowd: Ogie Ogilthorpe
- Mark Bousquet: André Lussier, «el caniche» o «el poodle»
- Connie Madigan: Ross Madison, «el perro rabioso»
- Joe Nolan: Clarence Swamptown, «el bisonte de las llanuras»
- Cliff Thompson: Walt Comisky
- Myron Odegaard: el árbitro del partido final
- Mickey McQuillan: el hijo de Dicky Dunn
- Ross Smith: Barclay Donaldson

## Recepción
La película recibió una respuesta moderada por parte de los críticos, rechazando por una parte su vulgaridad y sus diálogos groseros, pero a la vez seducidos por el vigor y su humor corrosivo. Con el tiempo, la película recibió el título de película de culto y obtiene revaluaciones elogiosas. La revista Maxim la ha nombrado «la mejor película de chicos de todos los tiempos».
La popularidad del hockey ayudó a ello y la película se ha convertido de culto en Quebec por su doblaje en joual (jerga) e igualmente por la presencia de dos quebequenses, Yvan Ponton y Yvon Barrette, en el reparto. Numerosas réplicas de la película, consideradas como clásicas, siguen siendo citadas por la gente del medio del hockey en Quebec. Entertainment Weekly la ha clasificado en el número 31 en su lista de las 50 mejores películas de culto.

## Curiosidades
El equipo de los Chiefs de Charlestown está inspirado en los Jets de Johnstown, en el que jugaba el hermano de la guionista Nancy Dowd. Pasó algunas semanas de observación, y varios antiguos jugadores participaron en la película como actores. El personaje de Reggie Dunlop está probablemente inspirado en John Brophy, y el de Oggie Ogilthorpe lo es de manera verosímil en Goldie Goldthorpe.
Un club de hockey de Laval ha cogido el nombre de los Chiefs y el logotipo del equipo. Una película que cuenta la historia de cinco de sus miembros.
Esta no es la primera vez que Paul Newman encarna un deportista en la pantalla; ha hecho igualmente de boxeador o de piloto automovilístico. Se preparó durante siete semanas para este papel de jugador de hockey y parece muy creíble como profesional.